# Голдырев, Иван Дмитриевич
Иван Дмитриевич Голдырев (7 сентября 1923, Красноуфимский уезд, Челябинская губерния — 19 июля 2003, Верхний Уфалей, Челябинская область) — командир миномётного расчёта миномётной роты 1109-го стрелкового полка, 330-й стрелковой дивизии, младший сержант, полный кавалер ордена Славы.

## Биография
Родился 7 сентября 1923 года в селе Калиновка Красноуфимского уезда Челябинской губернии.
Окончил начальную школу и школу ФЗУ в городе Сим Челябинской области. Работал на заводе в городе Магнитогорске.
В 1942 году был призван в Красную армию. На фронте Великой Отечественной войны с мая того же года. Член ВКП/КПСС с 1944 года. К лету 1944 года младший сержант Голдырев — командир миномётного расчёта 1109-го стрелкового полка 330-й стрелковой дивизии.
24 августа 1944 года при наступлении в районе населённых пунктов Самборы, Влохувка огнём миномёта поразил 3 пулемёта, более 10 противников и подавил огонь 3 снайперских точек.
Приказом командира 330-й стрелковой дивизии от 2 октября 1944 года награждён орденом Славы 3-й степени.
8 февраля 1945 года при отражении контратак противника у населённого пункта Вонтрово огнём миномёта и в рукопашном бою уничтожил около 15 вражеских солдат и офицеров, чем содействовал продвижению наших подразделений.
Приказом по войскам 70-й армии от 7 марта 1945 года награждён орденом Славы 2-й степени.
23-26 апреля 1945 года в боях при форсировании реки Одер миномётный расчёт, которым он командовал, уничтожил один пулемёт, более 20 противников, два ручных пулемёта с расчётами. 26 апреля в бою за населённый пункт Фридрихстам огнём миномёта уничтожил 2 противников.
Указом Президиума Верховного Совета СССР от 15 мая 1946 года за образцовое выполнение заданий командования в боях с захватчиками на завершающем этапе Великой Отечественной войны награждён орденом Славы 1-й степени. Стал полным кавалером ордена Славы.
В 1946 году был демобилизован. Вернулся на родину. Работал в колхозе директором молокозавода, кладовщиком и слесарем в совхозе «Ункурдинский». В 1972 году переехал в город Верхний Уфалей Челябинской области. До выхода на пенсию в 1980 году работал рабочим опытно-экспериментального завода.
Умер 19 июля 2003 года. Похоронен на кладбище города Верхний Уфалей.
Награждён орденами Октябрьской Революции, Отечественной войны 1-й степени, Славы 3-х степеней, медалями, в том числе «За отвагу».